# 红峰镇
红峰乡，是中华人民共和国四川省达州市宣汉县下辖的一个乡镇级行政单位。2020年6月，撤销凤鸣乡，将其所属行政区域划归红峰镇管辖。

## 行政区划
红峰乡下辖以下地区：
红沿社区、厅房村、白雪村、桥河村、垭口村、石堡村、皇城村、千山村和石龙村。